# Sierakowo Słupskie
Sierakowo Słupskie is een plaats in het Poolse district  Słupski, woiwodschap Pommeren. De plaats maakt deel uit van de gemeente Kobylnica en telt 225 inwoners.